# Nyalle
Nyalle est une localité du Cameroun, située dans l'arrondissement de Tombel, le département de Koupé-Manengouba et la Région du Sud-Ouest.

## Population
Lors du recensement national de 2005, Nyalle comptait 927 habitants répartis dans Nyalle 1 et Nyalle 2.

## Infrastructures
Nyalle est sur la liste des localités ayant un accès restreint ou difficile à l'eau et aux postes et télécommunications.